# Cynoglossum limense
Cynoglossum limense är en strävbladig växtart som beskrevs av Carl Ludwig von Willdenow. Cynoglossum limense ingår i släktet hundtungor, och familjen strävbladiga växter. Inga underarter finns listade i Catalogue of Life.